# Hebbagodi
Hebbagodi è una suddivisione dell'India, classificata come census town, di 12.395 abitanti, situata nel distretto di Bangalore Rurale, nello stato federato del Karnataka. In base al numero di abitanti la città rientra nella classe IV (da 10.000 a 19.999 persone).

## Geografia fisica
La città è situata a 12° 49' 35 N e 77° 40' 27 E.

## Società

### Evoluzione demografica
Al censimento del 2001 la popolazione di Hebbagodi assommava a 12.395 persone, delle quali 7.422 maschi e 4.973 femmine. I bambini di età inferiore o uguale ai sei anni assommavano a 1.466, dei quali 788 maschi e 678 femmine. Infine, coloro che erano in grado di saper almeno leggere e scrivere erano 9.638, dei quali 6.201 maschi e 3.437 femmine.